# Tarot (banda)
Tarot es una banda de heavy metal y power metal procedente de Finlandia, que alcanzaron cierta fama en sus orígenes con la canción “Wings of Darkness” del álbum de 1986 Spell of Iron y son considerados los padres del Heavy metal finlandés. Su éxito aumentó cuando Marco Hietala se une a Nightwish en el año 2002, lo cual les dio a conocer a nivel internacional.

## Historia
La banda se formó originalmente por los hermanos Hietala en los años 80, en ese entonces la banda se llamaba “Purgatory” luego les llegó el momento de firmar contrato con las discográficas King Foo Records y Spinefarm Records, desde aquel entonces la banda se cambió el nombre por Tarot.
El sencillo Wings of Darkness da luz en 1986 y en ese mismo año lanzaron su primer álbum Spell of Iron de unos 39:44 de duración. Luego al año siguiente lanzaron su primer sencillo Rose on the Grave.En 1988 sacan a la venta su segundo álbum Follow Me into Madness, luego la banda agrega un teclista Janne Tolsa fue el que sustituyó al segundo guitarrista Mako H. Después de cinco años sacan su tercer álbum To Live Forever, terminado en 1993. Tarot tuvo buena publicidad en Japón sacan su primer álbum en vivo grabado en el Tavastia Club Helsinki, afortunadamente algunas de las canciones del álbum en vivo fueron puesta a la venta el año próximo en una edición limitada con bonus en el CD de Stigmata.
La banda se tomó un descanso en el año 1998 y sacan a la venta "For The Glory of Nothing", el álbum recopilatorio de Tarot que salió en Japón ese mismo año. Mientras Tarot estuvo un tiempo inactivo mientras tanto Marco interpretó en Conquest y Sinergy el también se une a Nightwish en 2002. A finales del verano del 2002 Tarot hace un concierto especial de los años 80 tocando solamente los dos primeros álbumes.
Durante el año 2003 álbum copilado Shining Black lanzado otra vez en todo el mundo.Tarot firma nuevamente con Spinefarm Records y lanzan Suffer Our Pleasures.

## 2003-2006
Durante esos años Marco estaba ocupado en Nightwish grabando y haciendo giras por todo el mundo Janne hizo su álbum Eternal Tears of Sorrow y un montón de conciertos con la banda metalera Turmion Kätilöt.
A principios de la primavera del 2006 la compañía disquetera Bluelight Records publicó los seis primeros álbumes con un material extra.
Los fanes esperando el regreso de la banda que en mayo de 2006 sacan su sencillo You que alcanzó el número uno en el chart finlandés en la historia de la banda.
En ese mismo tiempo la banda formalizaba el respaldo al vocalista Tommi “Tuple” Salmela cuando se une como miembro verdadero a la banda.
Tarot cambio de sello discográfico de nuevo y ahora trabaja para Finlandia KingFoo Entertainment. En Europa trabaja con Nuclear Blast.
Durante el verano del 2006 la banda hace varias giras y festivales. En la actualidad Tarot compone demos y discos con nuevos materiales.
El álbum Crows Fly Black fue puesto a la venta en el 2006.

## 2008
- El 11 de junio de 2008, Tarot lanzaron su primer DVD en vivo, Undead Indeed que fue grabado en el club Rupla el 17 de agosto de 2007 y lanzado en junio de 2008.

## 2009 - actualidad
Tarot lanzó su nuevo álbum de estudio, titulado Gravity Of Light fue lanzado en Finlandia el 10 de marzo de 2010, en Europa el 23 de abril de 2010, el Reino Unido el 26 de abril de 2010, y en los EE. UU. el 8 de junio de 2010.
En el 2010 lanzaron un sencillo que se puede escuchar en el álbum, y que lleva por título I Walk Forever y se presentó por primera vez en el programa de la televisión finlandesaKuorosota, el cual obtuvo el segundo puesto en las listas de venta finlandesas y alcanzó el éxito fuera del país
En este 2011 la banda decidió lanzar una versión de Wings of Darkness regrabada con la cual se lanzó un video que se estrenó el mes de marzo y puede ser visto en la página de Nuclear Blast.

## Miembros
- Marco Hietala – vocalista, bajo, guitarra acústica
- Zachary Hietala – guitarra
- Janne Tolsa – teclado
- Pecu Cinnari – batería
- Tommi “Tuple” Salmela – Vocalista, teclados de respaldo

## Miembros antiguos
- Mako H. – Guitarra

## Videos
- Wings of Darkness (1986) http://www.youtube.com/watch?v=VimogVM3i9Y

- Love's Not Made for My Kind (1986) http://www.youtube.com/watch?v=gp_igU9oOXc&feature=related
- I Don't Care Anymore (1988) http://www.youtube.com/watch?v=KEMMNbDfS4I&feature=related
- Angels of Pain (1995) http://www.youtube.com/watch?NR=1&feature=endscreen&v=6SpPRe58ps4
- The Punishment (1998) http://www.youtube.com/watch?v=jylep2eoLVk
- Pyre of Gods (2003) http://www.youtube.com/watch?v=Q__JrLTDOGo
- Ashes to the Stars (2006) http://www.youtube.com/watch?v=LHmN68cneuQ&feature=related
- I Walk Forever (2010) http://www.youtube.com/watch?v=i9rFH9voBtY&feature=channel
- Wings of Darkness regrabado (2011) http://www.youtube.com/watch?v=xD1q21dr8tw

## Discografía

### Álbumes
- Spell of Iron (1986)
- Follow Me into Madness (1988)
- To Live Forever (1993)
- To Live Again (Live CD, 1994)
- Stigmata (1995)
- For the Glory of Nothing (1998)
- Suffer Our Pleasures (2003)
- Crows Fly Black (2006)
- Gravity of Light (2010)
- Spell of Iron MMXI (2011)
- Glimpse Of The Dawn (2024)

### Singles y EP
- Wings of Darkness (1986)
- Love's Not Made For My Kind (1986)
- Rose on the Grave (1988)
- Angels of Pain (1995)
- As One (1995)
- Warhead (1997)
- The Punishment (1998)
- Undead Son (2003)
- You (2006)
- I Walk Forever(2010)

### DVD
- Undead Indeed (2008)

### Recopilados
- Shining Black (2003)

## Colaboraciones
A lo largo de estos años muchos músicos han contribuido aportando su creatividad y talento a la música de Tarot. Estos son algunos de ellos:
MC Raaka Pee (Turmion Kätilöt), vocalista. 
(Coros y segundas voces en Crows Fly Black)
Puijon Perkele (Verjnuarmu), vocalista.  
(Coros y segundas voces en Crows Fly Black)
Emppu Vuorinen (Nightwish), Guitarrista. 
(Segunda parte del solo en Traitor de su álbum Crows Fly Black)
Peter James Goodman (Conquest/Metal Gods, Virtuocity, Atheme One
), vocalista. (Coros y segundas voces en Crows Fly Black y Suffer Our Pleasures)
Jopi Knuutinen (Tax Free, Twist and Shout), vocalista. 
(Coros y segundas voces en Suffer Our Pleasures)
Anssi Aamuvuori, Técnico de mezclas, mesa de mezclas
(Coros y segundas voces en Suffer Our Pleasures)
Jarno Pöyhönen, talentos múltiples
(Coros y segundas voces e inspiración en Suffer Our Pleasures)
Teijo Tikkanen, guitarrista y técnico de sonido
(compositor adicional en Suffer Our Pleasures)
Gas Lipstck (HIM, Kyyria), Baterista.  
(Baterista de repuesto para la mitad de la gira For The Glory Of Nothing)
Nalle Rissanen (Mantra X, Warmath), guitarrista.  
(Segunda parte del solo en Darkstar Burning de For The Glory Of Nothing y compositos adicional en Stigmata)
Timo Kotipelto (Stratovarius), vocalista. Banda: 
(Coros y segundas voces en For The Glory Of Nothing)
Hannu Leiden (Havana Black), vocalista, productor y mezclador de sonido. 
(Coros y segundas voces en For The Glory Of Nothing)
Jouni Markkanen (Mantra X, Warmath, SubUrban Tribe
), vocalista y organizador.  (Coros y segundas voces en Crows Fly Black y To Live Forever)
Jukka Oja, mánager y organización
(Coros y segundas voces en To Live Forever)
Mika Laine (Warmath), guitarrista. 
(segunda parte del solo de Invisible Hand en To Live Forever) 
Kassu Halonen, vocalista, composiotor y productor
(Coros, segundas voces y teclado adicional en Spell Of Iron y Follow Me Into Madness)